# Tournon-sur-Rhône (quận)
Quận Tournon-sur-Rhône là một quận của Pháp, nằm ở tỉnh Ardèche, ở vùng Auvergne-Rhône-Alpes. Quận này có 12 tổng và 126 xã.

## Các đơn vị hành chính

### Các tổng
Các tổng của quận Tournon-sur-Rhône là: 
1. Annonay-Nord
2. Annonay-Sud
3. Le Cheylard
4. Lamastre
5. Saint-Agrève
6. Saint-Félicien
7. Saint-Martin-de-Valamas
8. Saint-Péray
9. Satillieu
10. Serrières
11. Tournon-sur-Rhône
12. Vernoux-en-Vivarais

### Các xã
Các xã của quận Tournon-sur-Rhône, và mã INSEE là: 
| 1. Accons (07001)                         | 2. Alboussière (07007)                 | 3. Andance (07009)                     |
| 4. Annonay (07010)                        | 5. Arcens (07012)                      | 6. Ardoix (07013)                      |
| 7. Arlebosc (07014)                       | 8. Arras-sur-Rhône (07015)             | 9. Boffres (07035)                     |
| 10. Bogy (07036)                          | 11. Borée (07037)                      | 12. Boucieu-le-Roi (07040)             |
| 13. Boulieu-lès-Annonay (07041)           | 14. Bozas (07039)                      | 15. Brossainc (07044)                  |
| 16. Chalencon (07048)                     | 17. Champagne (07051)                  | 18. Champis (07052)                    |
| 19. Chanéac (07054)                       | 20. Charnas (07056)                    | 21. Cheminas (07063)                   |
| 22. Châteaubourg (07059)                  | 23. Châteauneuf-de-Vernoux (07060)     | 24. Colombier-le-Cardinal (07067)      |
| 25. Colombier-le-Jeune (07068)            | 26. Colombier-le-Vieux (07069)         | 27. Cornas (07070)                     |
| 28. Davézieux (07078)                     | 29. Devesset (07080)                   | 30. Dornas (07082)                     |
| 31. Désaignes (07079)                     | 32. Eclassan (07084)                   | 33. Empurany (07085)                   |
| 34. Félines (07089)                       | 35. Gilhoc-sur-Ormèze (07095)          | 36. Glun (07097)                       |
| 37. Guilherand-Granges (07102)            | 38. Intres (07103)                     | 39. Jaunac (07108)                     |
| 40. La Rochette (07195)                   | 41. Labatie-d'Andaure (07114)          | 42. Lachapelle-sous-Chanéac (07123)    |
| 43. Lafarre (07124)                       | 44. Lalouvesc (07128)                  | 45. Lamastre (07129)                   |
| 46. Le Chambon (07049)                    | 47. Le Cheylard (07064)                | 48. Le Crestet (07073)                 |
| 49. Lemps (07140)                         | 50. Limony (07143)                     | 51. Mariac (07150)                     |
| 52. Mars (07151)                          | 53. Mauves (07152)                     | 54. Monestier (07160)                  |
| 55. Nonières (07165)                      | 56. Nozières (07166)                   | 57. Ozon (07169)                       |
| 58. Pailharès (07170)                     | 59. Peaugres (07172)                   | 60. Peyraud (07174)                    |
| 61. Plats (07177)                         | 62. Préaux (07185)                     | 63. Quintenas (07188)                  |
| 64. Rochepaule (07192)                    | 65. Roiffieux (07197)                  | 66. Saint-Agrève (07204)               |
| 67. Saint-Alban-d'Ay (07205)              | 68. Saint-André-en-Vivarais (07212)    | 69. Saint-Andéol-de-Fourchades (07209) |
| 70. Saint-Apollinaire-de-Rias (07214)     | 71. Saint-Barthélemy-Grozon (07216)    | 72. Saint-Barthélemy-le-Meil (07215)   |
| 73. Saint-Barthélemy-le-Plain (07217)     | 74. Saint-Basile (07218)               | 75. Saint-Christol (07220)             |
| 76. Saint-Cierge-sous-le-Cheylard (07222) | 77. Saint-Clair (07225)                | 78. Saint-Clément (07226)              |
| 79. Saint-Cyr (07227)                     | 80. Saint-Désirat (07228)              | 81. Saint-Félicien (07236)             |
| 82. Saint-Genest-Lachamp (07239)          | 83. Saint-Jacques-d'Atticieux (07243)  | 84. Saint-Jean-Chambre (07244)         |
| 85. Saint-Jean-Roure (07248)              | 86. Saint-Jean-de-Muzols (07245)       | 87. Saint-Jeure-d'Andaure (07249)      |
| 88. Saint-Jeure-d'Ay (07250)              | 89. Saint-Julien-Boutières (07252)     | 90. Saint-Julien-Labrousse (07256)     |
| 91. Saint-Julien-Vocance (07258)          | 92. Saint-Julien-le-Roux (07257)       | 93. Saint-Marcel-lès-Annonay (07265)   |
| 94. Saint-Martial (07267)                 | 95. Saint-Martin-de-Valamas (07269)    | 96. Saint-Maurice-en-Chalencon (07274) |
| 97. Saint-Michel-d'Aurance (07276)        | 98. Saint-Pierre-sur-Doux (07285)      | 99. Saint-Prix (07290)                 |
| 100. Saint-Péray (07281)                  | 101. Saint-Romain-d'Ay (07292)         | 102. Saint-Romain-de-Lerps (07293)     |
| 103. Saint-Sylvestre (07297)              | 104. Saint-Symphorien-de-Mahun (07299) | 105. Saint-Victor (07301)              |
| 106. Saint-Étienne-de-Valoux (07234)      | 107. Sarras (07308)                    | 108. Satillieu (07309)                 |
| 109. Savas (07310)                        | 110. Serrières (07313)                 | 111. Silhac (07314)                    |
| 112. Soyons (07316)                       | 113. Sécheras (07312)                  | 114. Talencieux (07317)                |
| 115. Thorrenc (07321)                     | 116. Toulaud (07323)                   | 117. Tournon-sur-Rhône (07324)         |
| 118. Vanosc (07333)                       | 119. Vaudevant (07335)                 | 120. Vernosc-lès-Annonay (07337)       |
| 121. Vernoux-en-Vivarais (07338)          | 122. Villevocance (07342)              | 123. Vinzieux (07344)                  |
| 124. Vion (07345)                         | 125. Vocance (07347)                   | 126. Étables (07086)                   |